# Let's Heat Up!
Singles de SPEED
Yubiwa
(1er sept. 2010) Little Dancer
(10 août 2011)
Let's Heat Up! est le dix-neuvième single du groupe SPEED, sorti en 2010.

## Présentation
Le single, écrit, composé et produit par Hiromasa Ijichi, sort le 10 novembre 2010 au Japon sur le label Sonic Groove, deux mois seulement après le précédent single du groupe Yubiwa. Il sort également au format CD+DVD avec une pochette différente et incluant un DVD en supplément contenant le clip vidéo et un making of.
C'est le cinquième single du groupe depuis sa reformation définitive en septembre 2008. Il atteint la 15e place du classement des ventes de l'Oricon, et reste classé pendant quatre semaines. C'est alors le single le moins vendu du groupe.
La chanson-titre est utilisée comme thème musical pour une publicité ; elle figurera sur le prochain album original 4 Colors qui sortira finalement deux ans plus tard. La deuxième chanson du single, Kahlua Milk, ne figurera sur aucun album. Le single contient également leurs versions instrumentales.

## Liste des titres
Toutes les chansons sont écrites et composées par Hiromasa Ijichi.
| CD    | CD                                              | CD               | CD    | CD | CD | CD | CD | CD | CD |
| No    | Titre                                           | Arrangements     | Durée |    |    |    |    |    |    |
| ----- | ----------------------------------------------- | ---------------- | ----- | -- | -- | -- | -- | -- | -- |
| 1.    | Let's Heat Up!                                  | Mitsuki Shiokawa | 4:03  |    |    |    |    |    |    |
| 2.    | Kahlua Milk (カルア・ミルク)                    | Ricky            | 5:00  |    |    |    |    |    |    |
| 3.    | Let's Heat Up! (Instrumental)                   | Mitsuki Shiokawa | 4:03  |    |    |    |    |    |    |
| 4.    | Kahlua Milk (Instrumental) (カルア・ミルク ...) | Ricky            | 4:57  |    |    |    |    |    |    |
| 18:03 |                                                 |                  |       |    |    |    |    |    |    |

| 1. | Let's Heat Up! (music clip)                          |  |
| 2. | Speedway SP2 -music clip offshot- (SPEEDWAY SP2 ...) |  |